# الوكن (المضاربة والعارة)

تعديل مصدري - تعديل

الوكن هي إحدى قرى عزلة المضاربة بمديرية المضاربة والعارة التابعة لمحافظة لحج، بلغ تعداد سكانها 51 نسمة حسب تعداد اليمن لعام 2004.